# Colletes iranicus
Colletes iranicus là một loài Hymenoptera trong họ Colletidae. Loài này được Noskiewicz mô tả khoa học năm 1962.